# Gare de Saint-Piat
La gare de Saint-Piat est une halte ferroviaire française de la ligne de Paris-Montparnasse à Brest, située sur le territoire de la commune de Saint-Piat, dans le département d'Eure-et-Loir, en région Centre-Val de Loire.
C'est une halte de la Société nationale des chemins de fer français (SNCF) desservie par des trains du réseau TER Centre-Val de Loire.

## Situation ferroviaire

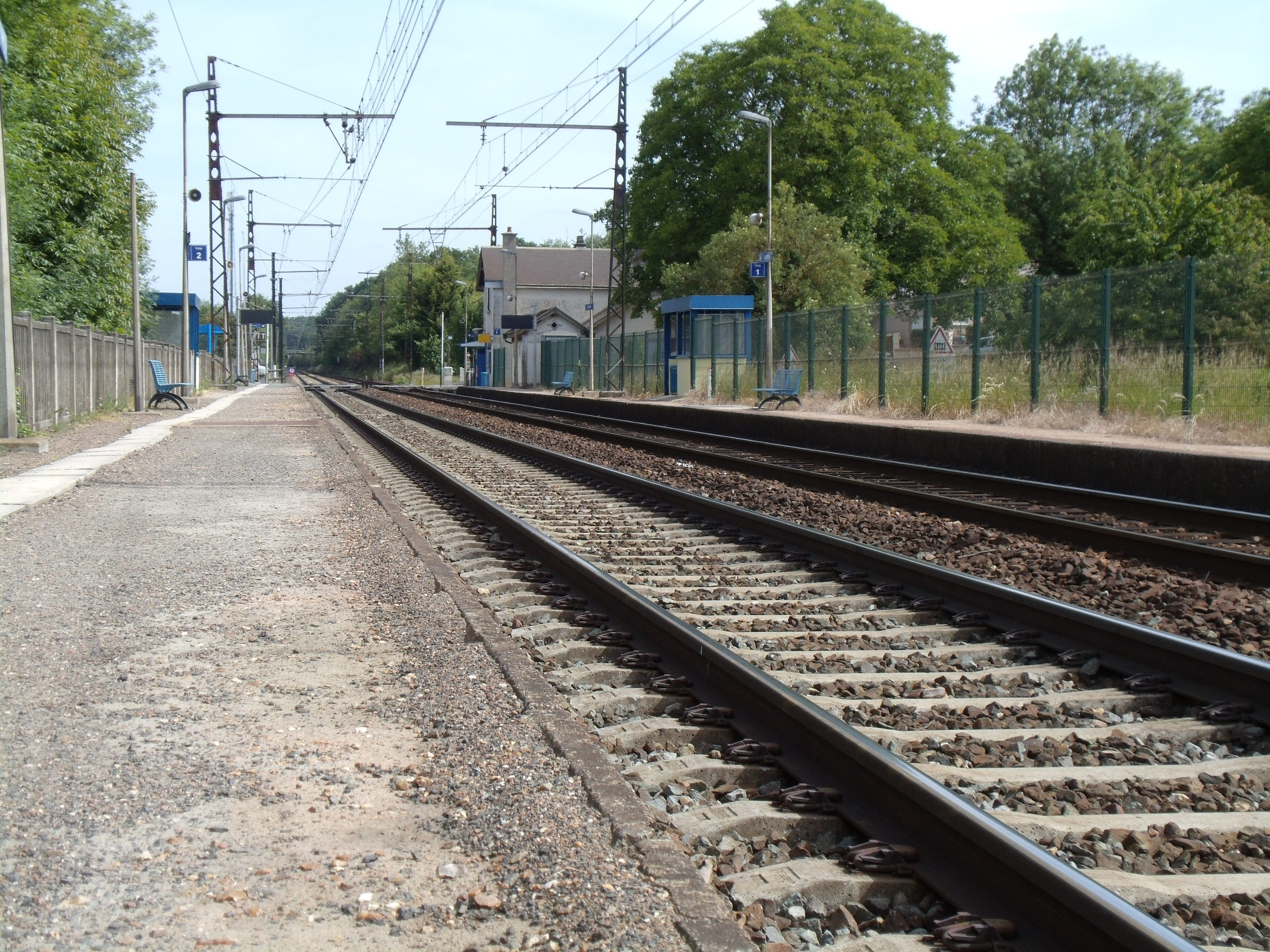
Vue depuis les quais de la gare.

Établie à 117 m d'altitude, la gare de Saint-Piat est située au point kilométrique (PK) 72,847 de la ligne de Paris-Montparnasse à Brest, entre les gares ouvertes de Maintenon et Jouy.

## Histoire
Le tronçon entre la gare de Versailles-Chantiers et la gare de Chartres est mis en service le 12 juillet 1849. Le bâtiment voyageurs existe toujours et dispose d'un guichet ouvert uniquement le matin en semaine et les dimanches soir.
Depuis octobre 2011, les quais sont équipés d'écrans couleurs et d'annonces vocales automatiques annonçant les horaires des prochains trains. Ces mêmes quais anciennement en terre battue ont été goudronnés courant décembre 2011.

## Fréquentation
Selon les estimations de la SNCF, la fréquentation annuelle de la gare s'élève aux nombres indiqués dans le tableau ci-dessous.
| Année                               | 2023    | 2022    | 2021    | 2020    | 2019    | 2018    | 2017    | 2016    | 2015    |
| ----------------------------------- | ------- | ------- | ------- | ------- | ------- | ------- | ------- | ------- | ------- |
| Nombre de voyageurs                 | 192 959 | 192 805 | 149 913 | 124 256 | 174 649 | 171 661 | 177 968 | 183 752 | 180 912 |
| Nombre de voyageurs + non voyageurs | 241 199 | 241 006 | 187 392 | 155 321 | 218 311 | 214 577 | 222 460 | 229 690 | 226 140 |

## Service des voyageurs

### Accueil
Elle est équipée de deux quais latéraux encadrant deux voies. Le changement de quai se fait par un platelage posé entre les voies (passage protégé).

### Dessertes
La gare est desservie par des trains du réseau TER Centre-Val de Loire circulant entre Paris-Montparnasse et Chartres. Une quinzaine de trains par sens s’y arrêtent en semaine. Le temps de trajet est d'environ 15 min depuis Chartres et 1 h depuis Paris-Montparnasse.